# Dines Boertmann
Dines Boertmann (født 1954) er en dansk forfatter og journalist ved DR.

## Baggrund
Dines Boertmann har opholdt sig i Thy-lejren og foretaget adskillige rejser til fx Sovjetunionen, Latinamerika og Mellemøsten. Han har arbejdet som informationsmedarbejder på fagforbundet SiD (nu fusioneret til 3F) og som redaktionschef på Aktuelt Online (nu lukket avis).
Dines Boertmann er nu journalist ved DR (DR Nyheder) og har her en omfangsrig artikelproduktion med vægt på udlandsstoffet. Han er tillidsmand samme sted.
Boertmann har i øvrigt markeret sig som aktiv samfundsdebattør.

## Andre hverv og aktiviteter
- Panel i Dansk-Cubansk Forening
- Danmarks Kommunistiske Ungdom (DKU)
- Journalist på Land og Folk